# Government of Wales Act 2006
Government of Wales Act 2006 (c. 32) är en brittisk parlamentsakt, som gav Wales nationalförsamling lagstiftande makt inom vissa områden och bildade en särskild regering för riksdelen Wales, kallad Wales regering.  

## Bakgrund
Storbritanniens parlament beslutade 1998 att inrätta Wales nationalförsamling, med rätt att stifta underordnad lag på vissa särskilda områden såsom jordbruk, fiske, utbildning, bostäder och riksvägnätet. Den nya församlingen hade både verkställande, lagstiftande och granskande makt, vilket ledde till sammanblandningar. Från 2002 började nationalförsamlingen därför att använda olika begrepp för nationalförsamlingens lagstiftande och granskande del respektive den utförande delen.

## Lagens tillkomst
Till följd av utvecklingen i Wals tillsatte Storbritanniens parlament en kommission för att utreda nationalförsamlingens kompetens och valsystem, The Richard Commission. Kommissionen rekommenderade att nationalförsamlingens verkställande och lagstiftande makt skulle separeras och placeras i två skilda juridiska personer. Den föreslog även fortsatt utökning av det regionala självstyret genom att nationalförsamlingen skulle vara den främsta lagstiftare för riksdelen Wales, samt en utökning av antalet ledamöter i nationalförsamlingen.
Merparten av kommissionens förslag godtogs av den brittiska regeringen, som lade fram en proposition för parlamentet med namnet engelska: An Act to make provision about the government of Wales, vanligen förkortat som engelska: Government of Wales Act 2006. Lagen erhöll kunglig sanktion den 25 juli 2006.

## Lagens innehåll
Lagen innehöll ursprungligen sex sektioner, men har senare kompletterats 2012, 2017, 2020, 2021 och 2022. Idag finns totalt åtta sektioner, där A1 och 4A tillkommit sedan den ursprungliga lagtexten antogs.
- Part A1: Senedds och Wales regerings beständighet
- Part 1: Senedd Cymru
- Part 2: Walesisk ... regering
- Part 3 : Nationalförsamlingens kompetens
- Part 4: Av Senedd stiftad lag
- Part 4A: Beskattning
- Part 5: Ekonomi
- Part 6: Diverse och kompletterande